# Casa de Colón

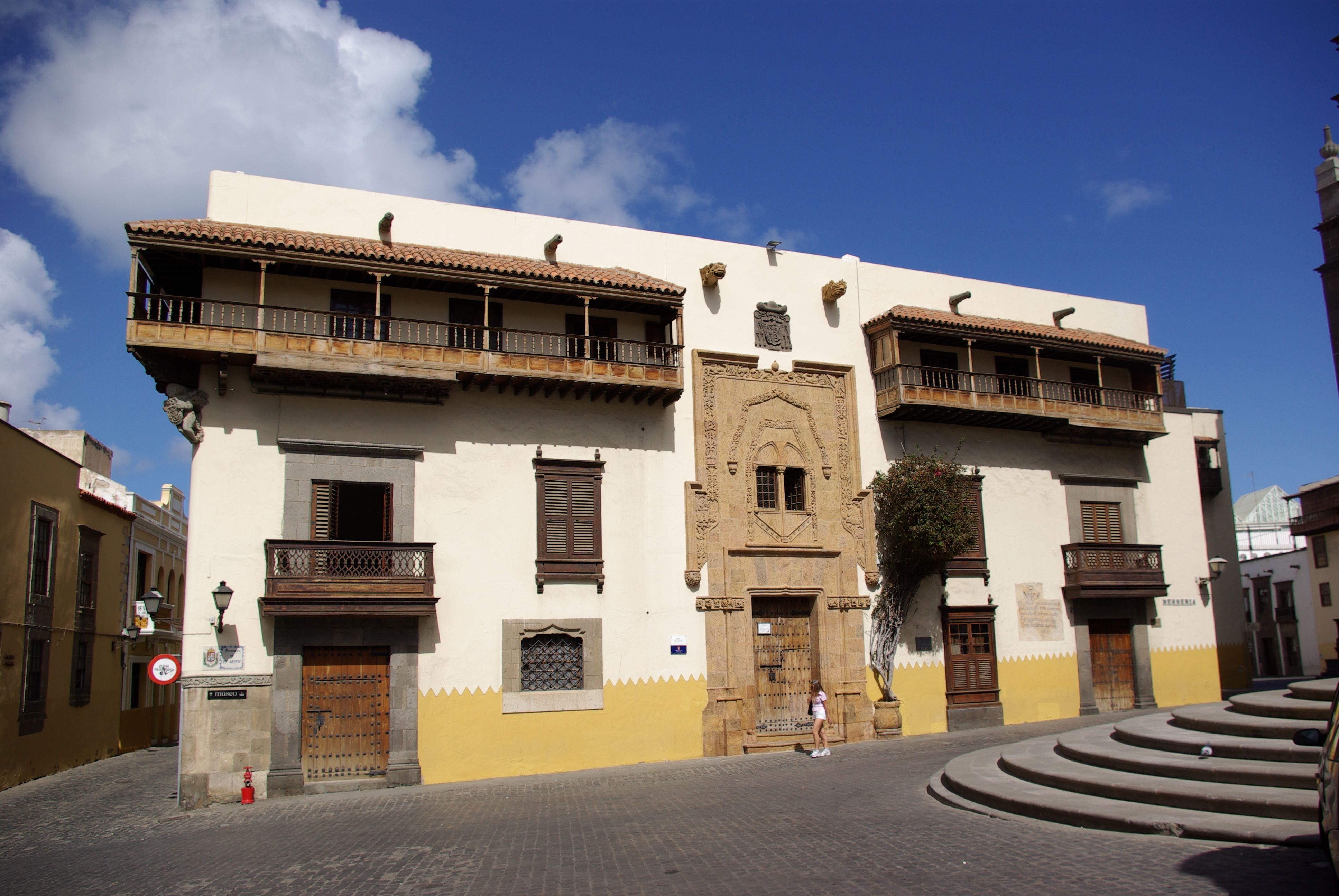
Das Casa de Colón

Das Casa de Colón ist ein denkmalgeschütztes Haus in Las Palmas de Gran Canaria. Es beherbergt heute ein Museum, dessen Hauptthema Kolumbus und seine Reisen sind.
1478 gründete Juan Rejón, der Eroberer der Insel Gran Canaria, die heutige Stadt Las Palmas de Gran Canaria. Die Gebäude der Regierung konzentrierten sich um das Gebiet der heutigen Kathedrale. Das Casa de Colón war das Haus des Gouverneurs. 1492 besuchte Kolumbus auf seiner Reise nach Amerika das Haus, als er auf der Insel landete, um eines seiner Schiffe zu reparieren. Das Gebäude bekam erst in den 1950er Jahren seine heutige Form. Dabei wurden Teile des alten Gouverneurspalastes wie das reich geschmückte Portal in das Bauwerk integriert.

## Das Haus

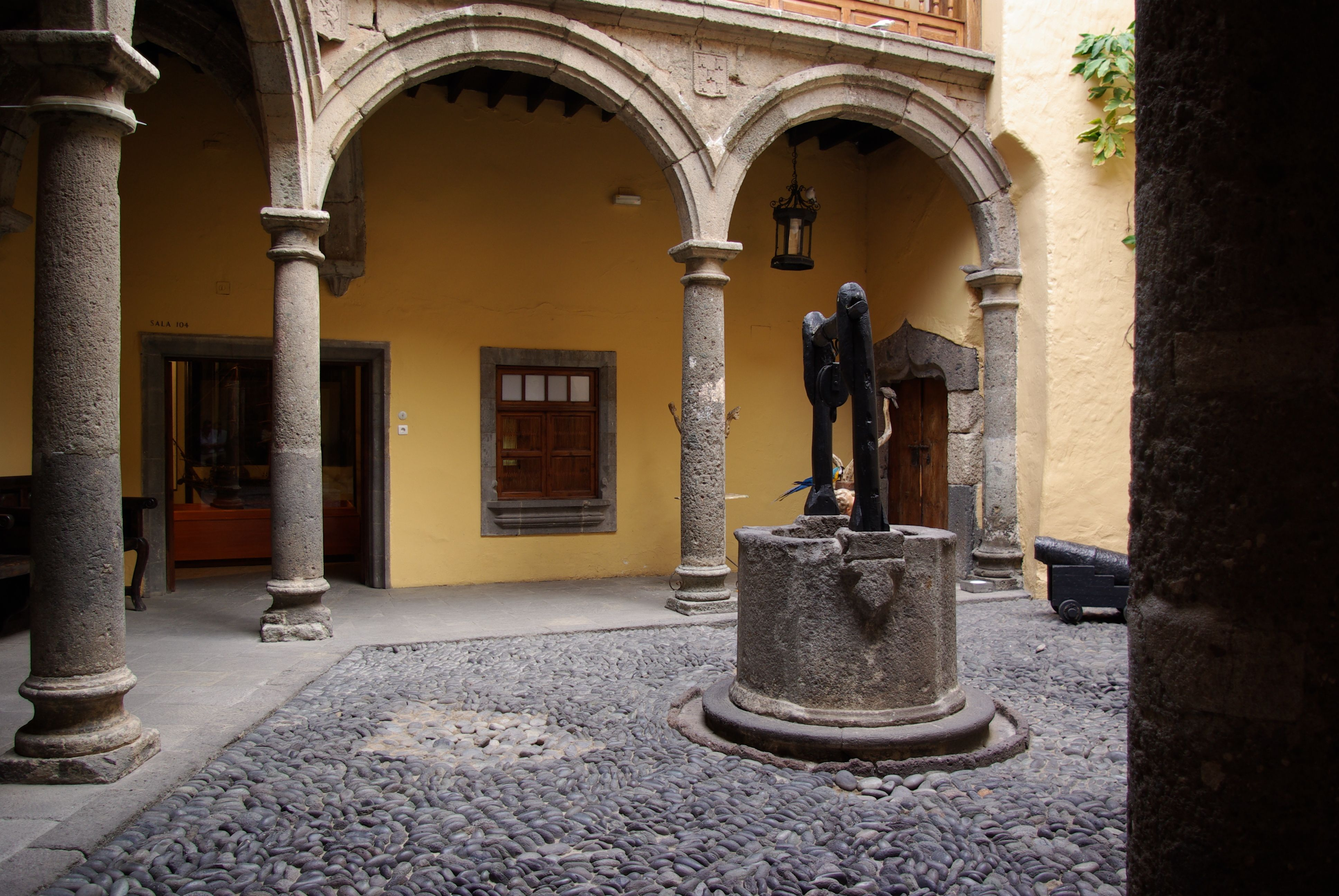
Der Innenhof

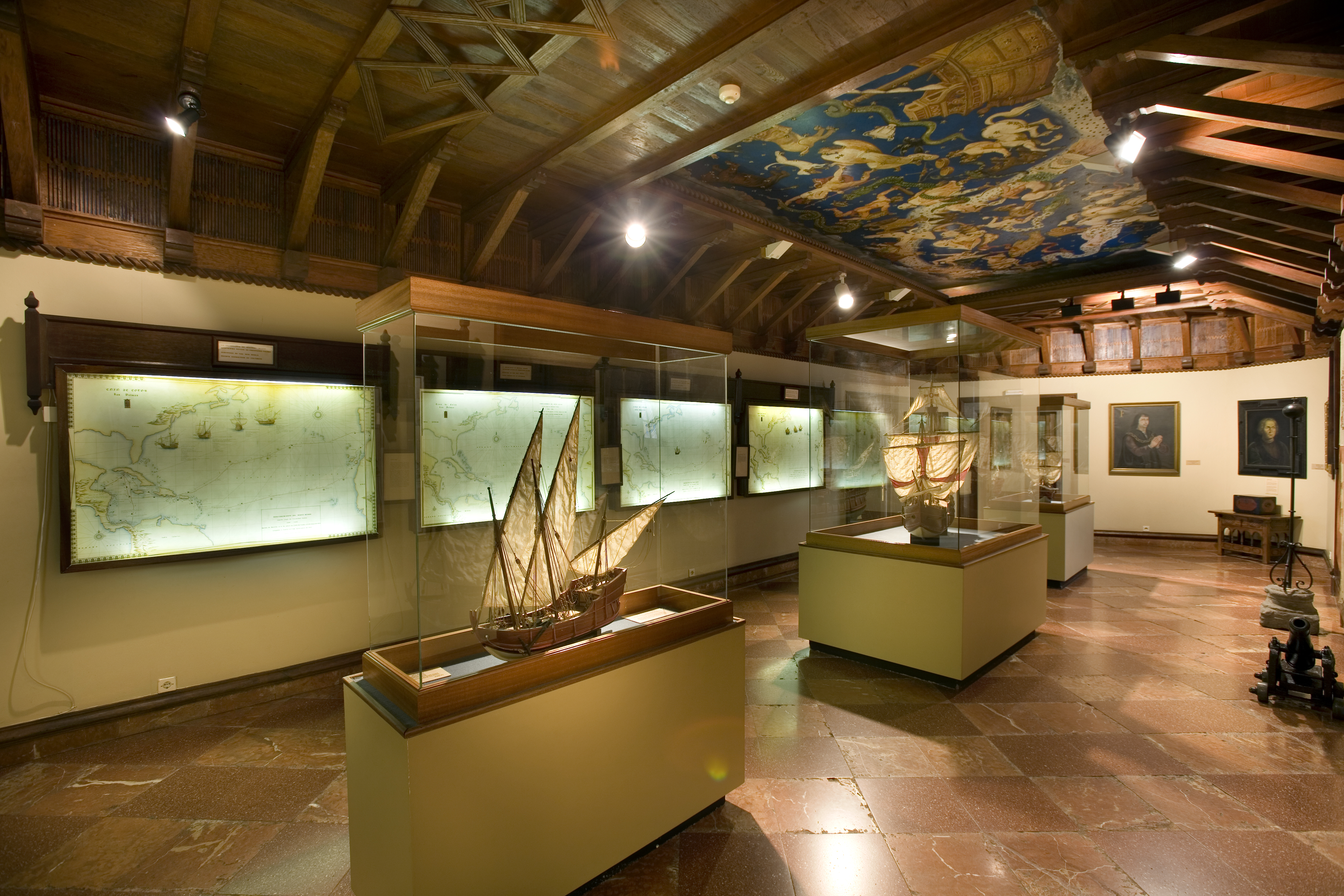
Ausstellungsraum mit den Schiffsmodellen von Kolumbus ersten Entdeckungsfahrt

Nachbau der Kapitänskajüte von Kolumbus

Das Museum hat fünfzehn Ausstellungssäle und zwei Innenhöfe. Der größere Hof ist mit einem gotischen Brunnen ausgestattet und besitzt ein Bogenwerk im Renaissancestil sowie eine Holzbalustrade, die aus dem im 16. Jahrhundert von Piraten zerstörten Dominikanerkloster stammen. Die Ausstellungssäle sind mit hölzernen kanarischen Kassettendecken geschmückt.

## Das Museum
Kolumbus und seine Reisen sind der Schwerpunkt des Museums. Im Erdgeschoss befindet sich die Ausstellung zu seiner Person, den Kanarischen Inseln, historischen Karten und Navigationsinstrumenten. Im ersten Stock werden Gemälde sowie Ausstellungsgegenstände zur Geschichte Gran Canarias und der Stadt Las Palmas präsentiert. Im Untergeschoss, der Krypta, zeigt das Museum eine Sammlung von Kunst- und Gebrauchsgegenständen präkolumbianischer Völker Lateinamerikas.

### Kolumbus und seine Reisen

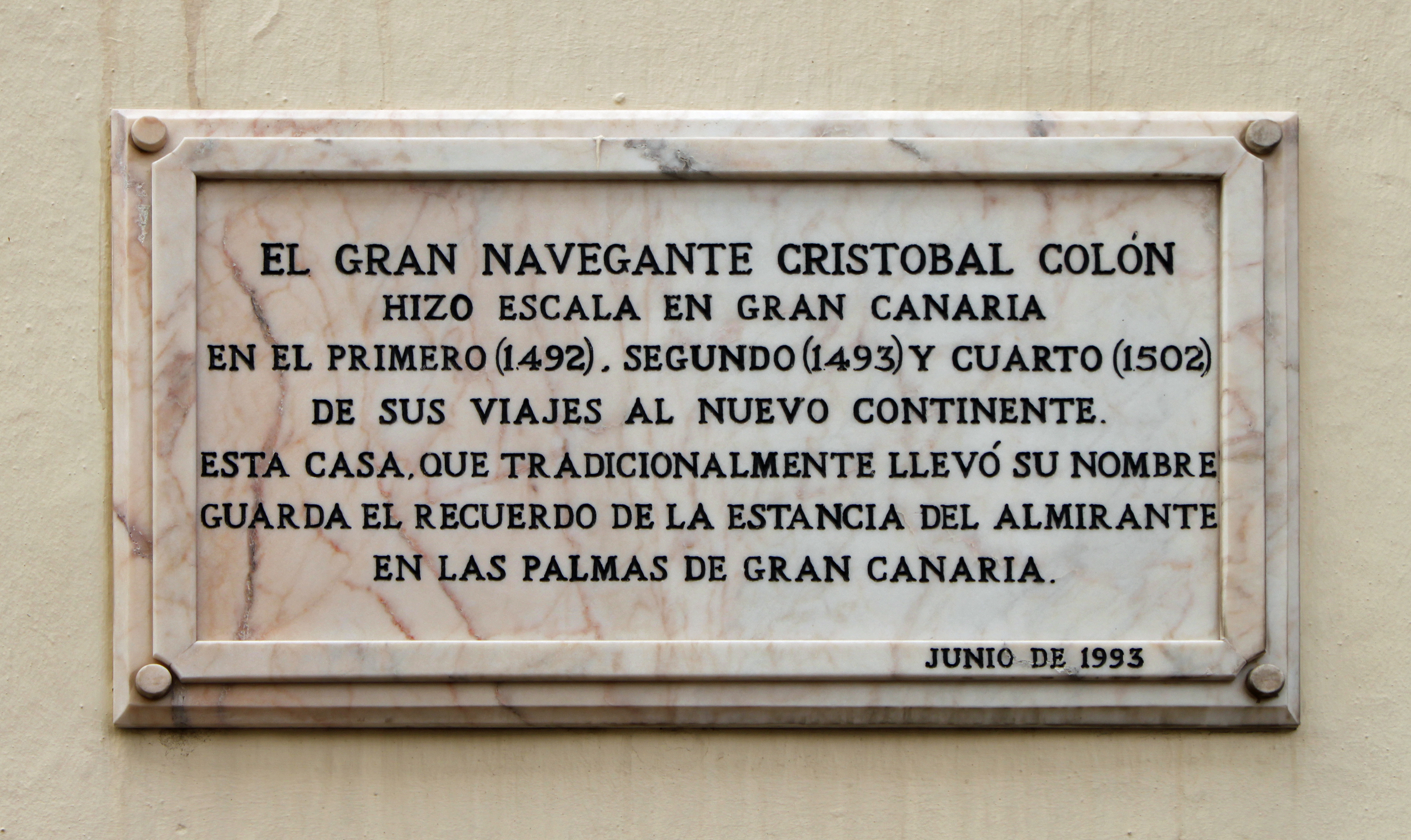
Gedenktafel an der Casa de Colón

In zwei Ausstellungsräumen gibt das Museum einen geschichtlichen Überblick über die Reisen des Kolumbus. Es werden Modelle seiner Karavellen (Niña, Pinta und Santa Maria), Seekarten und Tafeln mit den Routen der einzelnen Reisen präsentiert. Hier befindet sich auch eine Nachbildung seiner Kapitänskajüte.

### Der Kanarische Archipel
Es werden Ausstellungsstücke von den Kanarischen Inseln aus der Zeit des Kolumbus gezeigt. Diese Inseln waren Zwischenstation auf dem Weg in die Neue Welt. Hier wurden Proviant und Ausrüstungsgegenstände für die Reise über den Atlantik geladen. Viele Aussiedler stammten von den Inseln.

### Amerika vor der Entdeckung
In den Ausstellungsräumen befinden sind sich etwa 160 Originalstücke, vor allem figürliche Darstellungen von Tieren und Menschen und andere Grabbeigaben, der Kultur der Esmeraldas aus der Fundstätte auf der Insel La Tolita in Ecuador. Weitere Ausstellungsstücke, oft Reproduktionen, zeigen Gegenstände der mexikanischen Kulturen der Mayas, Azteken, Zapoteken. Die Kulturen Amazoniens werden durch Gebrauchsgegenstände der Yanomami aus dem 20. Jahrhundert repräsentiert.

### Geschichte Las Palmas
Hier steht ein Modell der Insel. Weiter sind historische Karten des Archipels ausgestellt. Es werden Modelle und Karten gezeigt, die die Entwicklung von Las Palmas vom 15. bis zum 19. Jahrhundert zeigen.

### Gemälde des 16. bis 20. Jahrhunderts
Es wird eine Auswahl von Gemälden aus dem Prado und dem Casa de Colón gezeigt. So sind Bilder von Annibale Carracci und Guido Reni ausgestellt. Weiter gibt es Werke kanarischer Künstler aus dem 19. und 20. Jahrhundert.

### Sonstiges
Im Haus gibt es eine Amerika-Bibliothek. Weiter ist ein Dokumentationszentrum und eine Lehrabteilung hier untergebracht. Der Eintritt ins Museum ist seit März 2013 kostenpflichtig.